# Joy Harvey
Joy Harvey   (1934) és una historiadora de la ciència estatunidenca.

## Biografia
Harvey es va doctorar a la Universitat Harvard el 1983. Ha estat editora associada del Projecte de correspondència Darwin i ha escrit una biografia de Clémence Royer, la primera traductora francesa de Darwin. Ella i Marilyn Bailey Ogilvie van col·laborar en el Biographical Dictionary of Women in Science (Diccionari Biogràfic de Dones en la Ciència) de múltiples volums.

## Publicacions
- «Medicine and politics: Dr. Mary Putnam Jacobi and the Paris Commune» (en anglès). Dialectical anthropology, 15, 1990, pàg. 107-117.
- «L'autre côté du miroir: French Neurophysiology and English Interpretations». A: Les sciences biologiques et médicales en France, 1920-1950 ( PDF), 1994.
- Charles Darwins «Selective strategies»: die französische versus die englische Reaktion, «Rezeption von Evolutionstheorien im 19. Jahrhundert», 1995, p. 225–261.
- Almost a man of genius: Clémence Royer, feminism, and nineteenth-century science (en anglès).  New Brunswick: Rutgers University Press, 1997.
- «History of Science, History and Science, and Natural Science: Undergraduate Teaching of the History of Science at Harvard, 1938-1970» (en anglès). Isis, 90, 1999, pàg. S270-S294.
- The biographical dictionary of women in science: pioneering lives from ancient times to the mid-20th century (en anglès).  Nova York: Routledge, 2000. (Escrit junt amb Marilyn Bailey Ogilvie).
- «Darwin's ‘Angels': the Women Correspondents of Charles Darwin'» (en anglès). Intellectual History Review, 19(2), 2009, pàg. 197-210.